# Hashim Thaçi

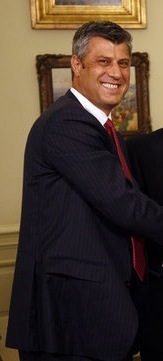
Hashim Thaçi

Hashim Thaçi (albanès: Hashim Thaçi, serbi: Хашим Тачи, Hašim Tači), nascut el 24 d'abril de 1968 a Srbica, és el president de Kosovo des del 7 d'abril de 2016. Va ser el president del Partit Democràtic de Kosovo (PDK) i el primer ministre de Kosovo del 2008 al 9 de desembre de 2014.

## Biografia
Thaçi nascut el 24 d'abril de 1968 a Broćna, municipi de Srbica, al nord-oest de la vall de Drenica, a Iugoslàvia.

### Formació
Després de graduar-se, Thaçi va cursar estudis de postgrau a la Universitat de Zúric, sobre Història d'Europa Sud-Occidental en el Departament de Relacions Internacionals. Durant els seus anys universitaris, va ser un dels líders estudiantils albanesos, i el primer estudiant president de la paral·lela Universitat Albanesa de Pristina que va trencar el 1989 amb la Universitat real a causa del boicot dels albanesos de Kosovo al nou estatut imposat per Slobodan Milošević a Kosovo i a Metohija.

### Fundació de l'UÇK i guerra de Kosovo
Membre de la resistència passiva contra Belgrad de principis dels '90, i convençut de la falta de resultats d'aquesta, funda amb altres membres de la mateixa el grup terrorista UÇK (sigles en albanès d'Exèrcit d'Alliberament de Kosovo), responsable segons el Govern serbi de l'assassinat de més de 10.000 civils, on es va guanyar el renom de Serp. Durant el període en què Thaçi va liderar l'UÇK, es va informar pel Washington Times del finançament de les seves activitats pel tràfic d'heroïna i cocaïna a Europa occidental. Fins i tot el Departament d'Estat dels Estats Units el va incloure en la seva llista d'organitzacions terroristes. Si bé Thaçi va fundar el Partit Democràtic de Kosovo, l'UÇK va continuar utilitzant la violència i la intimidació de rivals polítics per mantenir el control de la regió. Això es va fer a fi de protegir empreses criminals que depenien de la cooperació amistosa de les autoritats locals. També a través de les màfies enviades a Espanya, destinades al robatori en urbanitzacions i residencials de luxe, va contribuir al finançament de la guerra contra Sèrbia.
Condemnat per un tribunal serbi a 22 anys de presó per actes de terrorisme, es va refugiar a Suïssa, on va acabar estudis de Ciències Polítiques.

### Primer ministre autoproclamat
Després de la Guerra de Kosovo, va fer aparició en la conferència de pau de Rambouillet (1999), on es postula com a líder dels negociadors albanokosovars, amb el suport dels Estats Units i va maniobrar ràpidament per consolidar el poder, nomenant-se unilateralment primer ministre dins d'un govern provisional i suposadament va ordenar l'assassinat dels líders de les faccions armades rivals.
Va formar part d'una xarxa tràfic d'òrgans de 300 persones capturades a Kosovo i enviades a Albània el 1999, segons fonts de Carla Del Ponte, en l'època cap de la fiscalia del Tribunal Penal Internacional per a l'antiga Iugoslàvia (ICTY, junt amb altres membres de la KLA). Finalment es va concloure que no hi havia base per les acusacions.

### Segon terme com a primer ministre
Les eleccions kosovars es van celebrar el 17 de novembre de 2007, amb la victòria del PDK, amb un total del 34% dels vots i la seva disposició a pactar amb la Lliga Democràtica de Kosovo del President Fatmir Sejdiu. La participació en aquestes eleccions va ser especialment baixa a causa de la negativa de votar de la minoria sèrbia. Hashim Thaçi va garantir la seva intenció de declarar la independència de Kosovo el 10 de desembre, el dia fixat per l'ONU per al final de les negociacions amb Sèrbia. El 19 de novembre de 2007, la Unió Europea va advertir Thaçi i els seus aliats albanesos que no duguessin a terme la declaració d'independència sense abans celebrar una consulta. Després de la seva proclamació com a Primer Ministre el 9 de gener de 2008, i fent cas omís d'aquestes recomanacions, va declarar unilaterament el 17 de febrer de 2008 la independència de la República de Kosovo, amb el reconeixement immediat dels Estats Units, la condemna per part de Rússia i divisió al si de la UE.
Fou el primer ministre fins al 9 de desembre del 2014, després de les eleccions legislatives kosovars de 2014.

### President de Kosovo
El 26 de febrer de 2016 va ser elegit president de Kosovo per l'Assemblea de Kosovo, segons el pacte postelectoral resultant de les eleccions legislatives kosovars de 2014.
El 3 de febrer de 2020, Albin Kurti, guanyador de les eleccions legislatives kosovars de 2019 va ser elegit primer ministre de Kosovo amb 66 vots a favor i 10 abstencions, 34 diputats de l'oposició van boicotejar la votació i van abandonar l'edifici de l'assemblea de Kosovo.
El 30 d'abril de 2020 Thaçi va encarregar a Avdullah Hoti la formació d'un nou govern després que el gabinet d'Albin Kurti perdés una moció de censura al Parlament, però l'1 de maig el Tribunal Constitucional va suspendre l'aplicació del decret presidencial fins al 29 de maig de 2020 i el 28 de maig va valorar que el president havia actuat d'acord amb la Constitució. El tribunal suprem de Kosovo va dictaminar el desembre que el país ha de celebrar noves eleccions generals després d'invalidar l'elecció del govern del juny pel vot d'un diputat que des de llavors va estar empresonat.